# Jan Klein (Eisenbahn)
Jan Klein ist der jeweils individuell benutzte ostfriesische Spitzname für die ehemaligen Kleinbahnen der Region:
- Kleinbahn Leer–Aurich–Wittmund (LAW)
- Kreisbahn Emden–Pewsum–Greetsiel (E.P.G.)
- Kleinbahn Ihrhove–Westrhauderfehn (I.W.)
- Kreisbahn Aurich Verkehrsbetriebe GmbH

Der Spitzname ist eine typisch ostfriesische Schöpfung. Die Busse der aus der LAW hervorgegangenen Verkehrsbetriebe Kreisbahn Aurich tragen diesen Namen noch heute.